# 瑞士公共福利政策
瑞士联邦有一个相对贫乏的公共福利系统，因此瑞士经常被归类为欧洲大陆自由市场经济的典范。与其他欧洲大陆国家相比，瑞士以其小规模的社会保障体系著称。经合组织指出，瑞士的社会支出占其国内生产总值(gdp)的19.6%，这一比率与其他自由市场国家的支出比率相当。

## 历史
瑞士在19世纪末成为福利国家，其具体情况因州而异。瑞士各州首先将资金用于紧急救济、小学、养老院和孤儿院。 1945年，瑞士联邦的宪法授权为瑞士妇女引入了生育津贴，但由于议会无法通过为该计划提供资金的法律，导致该计划的实施一直停滞到2004年。

## 概述
瑞士的公共社会保障政策包括养恤金、收入补偿和家庭津贴。这些计划的资金来源是公民的劳动收入，与欧洲其他基督教民主国家保守的市场经济相比，这是一项经济政策。
瑞士的AHV计划是一项针对无法工作谋生的老年人的福利保障。这一制度的资金来源是所得税，然后再分配给受益人，以确保个人有能力维持生活。残疾保险同样也提供给那些因出生缺陷、疾病或事故而无法工作的人。家庭津贴由政府向瑞士家庭发放，以补偿抚养子女的费用。每个孩子都享受个人家庭津贴。